# Vittaria scabrida
Vittaria scabrida är en kantbräkenväxtart som beskrevs av Ki. Vittaria scabrida ingår i släktet Vittaria och familjen Pteridaceae. Inga underarter finns listade.